# لاحتمية كمية
لاحتمية كمية (بالإنجليزية: Quantum indeterminacy)‏ هو عدم اكتمال وصف النظام الفيزيائي، أصبحت اللاحتمية الكمية أحد خصائص الوصف القياسي لفيزياء الكم. كان يعتقد قبل وجود الفيزياء الكمومية ما يلي:
- (أ) يملك النظام المادي حالة معروفة تحدد جميع قيم خواصه القابلة للقياس والعكس صحيح.
- (ب) تحدد قيم الخواص القابلة للقياس حالة النظام المادي بشكل فريد.

يمكن توضيح اللاحتمية الكمية من خلال توزيع الاحتمالات على مجموعة من نتائج القياسات التي يمكن قياسها. يحدد التوزيع بشكل فريد بواسطة حالة النظام، توفر ميكانيكا الكم أيضًا طريقة لحساب توزيع الاحتمال هذا.
لم تكن فكرة اللاحتمية الكمية في القياس ابتكارًا لميكانيكا الكم، إذ وجد العلماء أن أخطاء القياس قد تؤدي إلى نتائج غير محددة. أصبحت أخطاء القياس مفهومة جيدًا بحلول النصف الأخير من القرن الثامن عشر، وكان من المعروف أنه يمكن تخفيضها عن طريق ابتكار معدات أفضل أو حسابها من خلال نماذج الأخطاء الإحصائية. تملك اللاحتمية الكمية في علم ميكانيكا الكم طبيعة أكثر جوهرية، ولا علاقة له بالأخطاء أو التشويش.

## القياس
يتطلب حساب اللاحتمية الكمية وجود نظرية قياس. اقتُرِحَت العديد من النظريات منذ نشأة ميكانيكا الكم، وما زال القياس في ميكانيكا الكم مجالًا نشطًا للبحث في كل من الفيزياء النظرية والتجريبية. قد تكون أول محاولة منهجية لنظرية رياضية تطورت بواسطة جون فون نيومان. يسمى نوع القياسات التي درسها القياسات الإسقاطية. استندت تلك النظرية بدورها على نظرية القياسات ذات القيمة المُسقطة للمشغلين الهيرماتيين الذين وُجِدوا مؤخرًا (بواسطة فون نيومان، ومارشال ستون بشكل مستقل) وصياغة هيلبرت الرياضية لميكانيكا الكم (التي نسبها فون نيومان إلى بول ديراك).

## اللاحتمية وعدم الاكتمال
اللاحتمية الكمية: هي التأكيد على أنَّ حالة النظام لا تحدد مجموعة محددة من القيم لجميع خصائص النظام القابلة للقياس. وفقًا لنظرية كوخين شبيكر: من المستحيل في الصيغة الميكانيكية الكمومية بالنسبة إلى حالة معينة أن يكون لكل خاصية من هذه الخصائص القابلة للقياس قيمة محددة. ستؤخذ قيم العنصر المرصودة بشكل عشوائي وفقًا لتوزيع الاحتمالات الذي تحدده حالة النظام. لاحظ أنّ الحالة تلغى عن طريق القياس، لذلك عندما نشير إلى مجموعة من القيم، يجب الحصول على كل قيمة مُقاسة في هذه المجموعة باستخدام حالة حديثة.
قد تعتبر هذه العشوائية نوعًا من النقص في وصفنا للنظام المادي. ومع ذلك لاحظ أنَّ اللاحتمية كما هي مذكورة أعلاه تنطبق فقط على قيم القياسات لا على الحالة الكمية.
اعتقد آينشتاين أنَّ الحالة الكمية لا يمكن أن تشكل وصفًا كاملاً للنظام الفيزيائي، ويعتقد بشكل عام أنها لا تتوافق أبدًا مع ميكانيكا الكم. وضح أينشتاين وبوريس بودولسكي وناثان روزين أنه إذا كانت ميكانيكا الكم صحيحة، فإن النظرة الكلاسيكية لكيفية عمل العالم الحقيقي (على الأقل بعد النسبية الخاصة) غير قابلة للاستمرار. تضمن هذا الرأي الفكرتين التاليتين:
1. يمكن التنبؤ بقيمة أي خاصية قابلة للقياس في نظام مادي بشكل دقيق فهي في الواقع عنصر من عناصر الواقع المحلي (استُخدم هذا المصطلح من قبل إي بي آر).
2. تملك آثار الإجراءات المحلية سرعة انتشار محدودة.

كان هذا الخطأ في النظرة الكلاسيكية أحد استنتاجات التجربة الفكرية لإي بي آر التي أجرى خلالها اثنان من المراقبين الموجودين في مكان بعيد (يُشار إليهما بأليس وبوب) قياسات مستقلة لدوران زوج من الإلكترونات، أُخذا من مصدر في حالة خاصة تسمى الحالة المنفردة. استنتج في نظرية إي بي آر باستخدام معدات نظرية الكم أنه بمجرد قياس أليس الدوران في اتجاه x سيكون قياس بوب في اتجاه x بشكل مؤكد، في حين أنه يمكن قبل قياس أليس مباشرة تحديد نتيجة بوب إحصائيًا فقط. يُستنتج من ذلك أنّه إما قيمة الدوران في الاتجاه x ليست عنصرًا حقيقيًا أو أن تأثير قياس أليس له سرعة انتشار غير محدودة.

## اللاحتمية في الحالات المختلطة
لقد وصفنا اللاحتمية لنظام الكم في الحالة البحتة. الحالات المختلطة هي نوع من الحالة العامة يحصل عليها مزيج إحصائي من الحالات البحتة. بالنسبة للحالات المختلطة يحدد النظام الكمي توزيع احتمال القياس على النحو التالي:
ليكن الكائن (A) قابلًا للقياس بالنسبة لنظام ميكانيكي كمي. يعطى (A) بواسطة مُشغِّل ربط ذاتي على H. المقياس الطيفي لـ (A) هو مقياس قيم إسقاط محدد بواسطة الحالة:
{\displaystyle \operatorname {E} _{A}(U)=\int _{U}\lambda \,d\operatorname {E} (\lambda ),}
لكل مجموعة بوريل فرعية U من R.
بالنظر إلى حالة مختلطة S، نقدم توزيع A ضمن S على النحو التالي:
{\displaystyle \operatorname {D} _{A}(U)=\operatorname {Tr} (\operatorname {E} _{A}(U)S).}
هذا هو مقياس الاحتمال المحدد في مجموعات بوريل الفرعية لـ R وهو توزيع الاحتمال الذي حصلنا عليه عن طريق قياس A في S.

## الاستقلال المنطقي والعشوائية الكميّة
غالبًا ما تعرّف اللاحتمية الكمية كمعلومات (أو نقص معلومات) نستنتج وجودها، يحدث في أنظمة الكم الفردية قبل القياس. تعتبر العشوائية الكمية مظهرًا إحصائيًا للاحتمية اللامتناهية، يمكن رؤيتها في نتائج التجارب المتكررة عدة مرات. ومع ذلك فإن العلاقة بين اللاحتمية الكمية والعشوائية علاقة دقيقة ويمكن اعتبارها مختلفة.
تعتبر تجارب الصدفة في الفيزياء الكلاسيكية (مثل رمي العملة المعدنية ورمي النرد) تجارب حتمية، بمعنى أن المعرفة الكاملة بالظروف الأولية تجعل النتائج قابلة للتنبؤ بشكل دقيق. تنبع العشوائية من جهل المعلومات الفيزيائية عند الرمي. وعلى العكس تماما في حالة فيزياء الكم تشير نظريات كوشين وسبكر وعدم المساواة لجون بل والأدلة التجريبية لآلان أسبيكت إلى أن العشوائية الكمومية لا تنبع بسبب هذه المعلومات المادية.
قدم توماس باتريك وعلماء آخرون في عام 2008 تفسيرًا من خلال معلومات رياضية. لقد نشروا عملاً بارعًا أثبتوا من خلاله أنَّ العشوائية الكمومية هي حصيلة تجارب القياس التي تدخل إعدادات مدخلاتها الاستقلال المنطقي في الأنظمة الكمومية.
الاستقلال المنطقي هو ظاهرة معروفة في المنطق الرياضي. ويشير إلى الاتصال المنطقي الموجود بين الفرضيات الرياضية التي لا تثبت أو تدحض بعضها البعض.
أظهر الباحثون (في عمل باتريك) رابطًا يربط العشوائية الكمومية والاستقلال المنطقي في نظام رسمي للاقتراحات المنطقية. أظهر باتريك في تجارب قياس استقطاب الفوتون الإحصائيات التي تربط النتائج المتوقعة بالاقتراحات الرياضية المعتمدة منطقيًا، والنتائج العشوائية مع المقترحات المستقلة منطقيًا.[بحاجة لمصدر]